# Jobawi

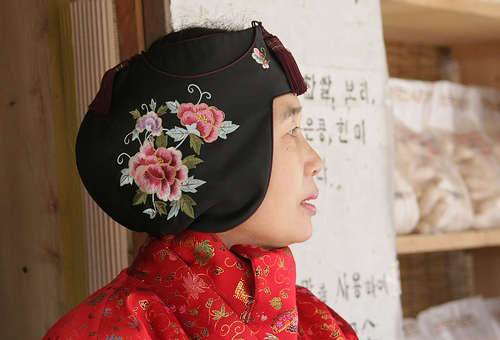
Una mujer utiliza un jobawi en una villa folclórica en Corea.

El jobawi es un tipo de gorra tradicional invernal de Corea con orejeras que es utilizada por las mujeres y antiguamente era confeccionada en seda. Desde su aparición a fines del período Joseon, ha sido muy popular su uso en reemplazo del ayam (una gorra con una gran cinta en su parte posterior). Aunque el jobawi era utilizada tanto por las clases altas como también por el pueblo, principalmente era utilizada por la aristocracia yangban de la época como un elemento decorativo de la cabeza cuando salían del hogar. Además el jobawi no solo era usado como un sombrero formal, sino también durante ocasiones especiales. Aun si la mujer que lo utilizaba no se encontraba vestida con una vestimenta formal, si ella usaba un jobawi, toda la vestimenta era considerada un atuendo formal simple.

## Características
El jobawi no cubre la parte superior de la cabeza como si lo hacen otras gorras unisex como por ejemplo la ayam, nambawi y el pungcha. Pero cubre completamente la frente y las orejas con orejeras circulares que protegen contra el frío invernal. La superficie exterior por lo general es confeccionada con diversos tipos de seda denominados sa (사, 紗) o dan (단, 緞) mientras que su superficie interna está confeccionada de dan, myeongju (명주, seda más lustrosa), o algodón.
El jobawi es adornado con borlas que se colocan en su frente y sección posterior; también se pueden adornar con joyas. Algunas jobawi eran decorados con accesorios de plata, jade, ágata u otras gemas sobre los laterales del frente como también en la parte baja de la nuca. En la parte superior del jobawi un hilo unía de forma suelta la sección frontal y posterior, el hilo podía tener cuentas de coral o hilos de plata en una trenza con un motivo floral o simple.
Existen jobawi bordadas con cuentas o adornadas con geumbak (decoración mediante dorado a la hoja) que eran por lo general utilizadas por las niñas o jóvenes. Los patrones del geumbak por lo general eran flores o letras en hanja con leyendas tales como bugwi (부귀,富, "riqueza y honores"), danam (다남, 多 男, "muchos hijos"), subok (수복, 壽 福, "larga vida y felicidad"), o gangnyeong (강녕 康寧, "felicidad y paz"). Esta decoración se ubicaba en el borde del jobawi. En la actualidad, a las nenas o bebés mujeres se les colocan jobawi durante el festejo denominado doljanchi, que celebra su primer cumpleaños.